# Jean Paul Richter
Jean Paul Richter (eredeti nevén Johann Paul Friedrich Richter), Wunsiedel, 1763. március 21. – Bayreuth, 1825. november 14.) német író.

## Életpályája
A magát később (Jean-Jacques Rousseau iránti tiszteletből) 
„Jean Paul”-nak nevező Johann Paul Friedrich Richter, Wunsiedelben jött a világra a helyi iskola tanárának fiaként. 1765-ben apja a közeli Joditzban lett lelkész, majd egy évvel később már Schwarzenbach an der Saale-ban tevékenykedett ugyanabban a funkcióban. A protestáns családi közegben felnövekvő Jean Paul hamar magáévá tette a francia felvilágosodás gondolatvilágát, melyben a szomszédos település, Rehau lelkészének, Erhard Friedrich Vogelnek jelentős szerepe volt. Korának kulturális és politikai csomópontjaitól távol autodidaktaként tanult és már 15 évesen áttanulmányozta az akkori német irodalom nagyjainak legtöbb művét. 1779-ben került a bajorországi Hof gimnáziumába, ahol megismerkedett későbbi barátjával, Johann Bernhard Hermannal, akinek alakja több későbbi regényében fölsejlik. Még ugyanabban az évben meghalt apja és a család onnantól súlyos anyagi problémákkal küzdött. A gimnázium a mai napig is működik és Bajorország egyik legrégebbi gimnáziumaként tartják nyilván.
Jean Paul 1781-ben iratkozott be a lipcsei egyetemen teológiára, de a szak nem érdekelte igazán komolyan. Figyelmét egyre inkább az írásnak szentelte, első próbálkozásai Jonathan Swift és Ludwig Liscows stílusában készült szatírák voltak, amelyek 1783-ban „Grönländische Prozesse” címen jelentek meg. Ezen első sikeres publikálás után Jean Paul hosszabb ideig sikertelen volt, 1784-ben már egyenesen menekülnie kellett hitelezői elől és Hofban talált átmeneti menedékre a szülői házban. A nyomasztó anyagi helyzetet súlyosbította, hogy 1786-ban elhunyt egy közeli barátja, illetve 1789-ben testvére (Heinrich Richter) öngyilkossága. 1787-től ugyan rendelkezett egy csekély jövedelemmel magántanári tevékenységéből, de az összességében inkább nyomorúságos évek nyomasztó légköre maradandó nyomot hagyott életében.
Első sikeres regénye 1793-ban jelent meg Die unsichtbare Loge címmel, amelynek kézirata Karl Philipp Moritz ajánlására és közvetítésével került egy berlini kiadó szerkesztőségéhez. Míg korábbi munkáinál a J.P.F.Hasus írói álnevet használta, ekkortól kezdve tért át a Jean Paul névre. Következő regénye Hesperus oder 45 Hundepostage 1795-ben jelent meg és Goethe remekműve Az ifjú Werther szenvedései után elsőként könyvelhetett el magának hasonló sikert. A mű egy csapásra ismertté tette a német nyelvterületen, Herder, Wieland és Gleim dicsérték, Goethe és Schiller nemtetszésüknek adtak hangot.
Rajongója, Charlotte von Kalb meghívására Jean Paul 1796-ban Weimarba utazott. Korának irodalmi központjában illő tisztelettel vették tudomásul jelenlétét, de mindeközben Goethe és Schiller inkább csak hűvösen és távolságtartóan reagáltak. Egyre több könyve jelent meg: Siebenkäs (1796) Das Leben des Quintus Fixlein (1796), Der Jubelsenior (1797), Das Kampaner Tal (1797).

## Magyarul
- Gyámolatlan hősök; ford. Gáli József, Kászonyi Ágota, Póka Endre, bev. Németh G. Béla, jegyz. Vízkelety András; Európa, Bp., 1966
- E. T. A. Hoffmann: Fantáziadarabok Callot modorában. Lapok egy utazó rajongó naplójából, 1-2.; előszó Jean Paul, ford., Györffy Miklós, Halasi Zoltán, Horváth Géza, jegyz., utószó Horváth Géza; Cartaphilus, Bp., 2007